# Гинис
Гинис (енгл. Guinness) врста је тамног пива које се производи у Даблину од 1759. године. Један је од најуспешнијих светских брендова алкохола, произведен у скоро 50 земаља, а доступан у преко 120.
За почетак производње пива у пивари Сент Џејмс Гејт заслужан је Артур Гинис.
Данас постоје многобројни варијетети Гинис пива који могу да буду безалкохолна пива, пива са укусима итд.